# Cam Fitzmaurice
Cameron "Cam" Fitzmaurice, né le 14 avril 1998 à Vancouver, est un coureur cycliste canadien. Il participe à des compétitions sur route et sur piste.

## Biographie
Cam Fitzmaurice est notamment devenu champion du Canada sur piste chez les moins de 17 ans, et les juniors. Il a également obtenu diverses médailles aux championnats panaméricains en 2024 et 2025, sous les couleurs de l'équipe nationale canadienne. 

## Palmarès sur piste

### Championnats panaméricains
- Carson 2024
  -  Médaillé de bronze de la poursuite par équipes
- Asuncion 2025
  -  Médaillé d'or du scratch
  -  Médaillé d'argent de la poursuite par équipes
  -  Médaillé de bronze de la poursuite individuelle

### Championnats nationaux
- 2014
  -  Champion du Canada de l'omnium U17
- 2016
  -  Champion du Canada de course aux points juniors
  -  Champion du Canada du kilomètre juniors
  - 3e du championnat du Canada de poursuite juniors
- 2024
  - 2e du championnat du Canada de l'élimination
  - 2e du championnat du Canada de course aux points
  - 3e du championnat du Canada de poursuite
  - 3e du championnat du Canada de l'américaine
- 2025
  - 2e du championnat du Canada de l'américaine
  - 3e du championnat du Canada du scratch
  - 3e du championnat du Canada de poursuite

## Palmarès
- 2016
  - 3e du championnat du Canada sur route juniors
- 2024
  - Taco Time Volunteer Park Criterium